# Boxmeer
Boxmeer (anhörenⓘ) ist ein Ort und eine ehemalige niederländische Gemeinde in der Provinz Noord-Brabant an der Grenze zur Provinz Limburg und nur knapp 10 Kilometer von der Grenze zur Bundesrepublik Deutschland entfernt. Die Gemeinde hatte 29.599 Einwohner (Stand 1. Januar 2021) auf einer Fläche von rund 114 km². Sie liegt zwischen 10 und 32 m NAP.
Die direkt an der Maas gelegene Gemeinde entstand 1998 im Rahmen einer Gemeindereform aus dem Zusammenschluss der Gemeinden Boxmeer und Vierlingsbeek. Die Gemeindeverwaltung befindet sich im gleichnamigen Ortsteil.

## Orte
In Klammern die ungefähre Einwohnerzahl (Stand: 1. Jan. 2018)
- Boxmeer (12.300)
- Beugen (1.830)
- Holthees (515)
- Maashees (880)
- Oeffelt (2.300)
- Overloon (3.965)
- Rijkevoort (1.660)
- Sambeek (1.680)
- Vierlingsbeek (3.050)
- Vortum-Mullem (655)

## Bilder

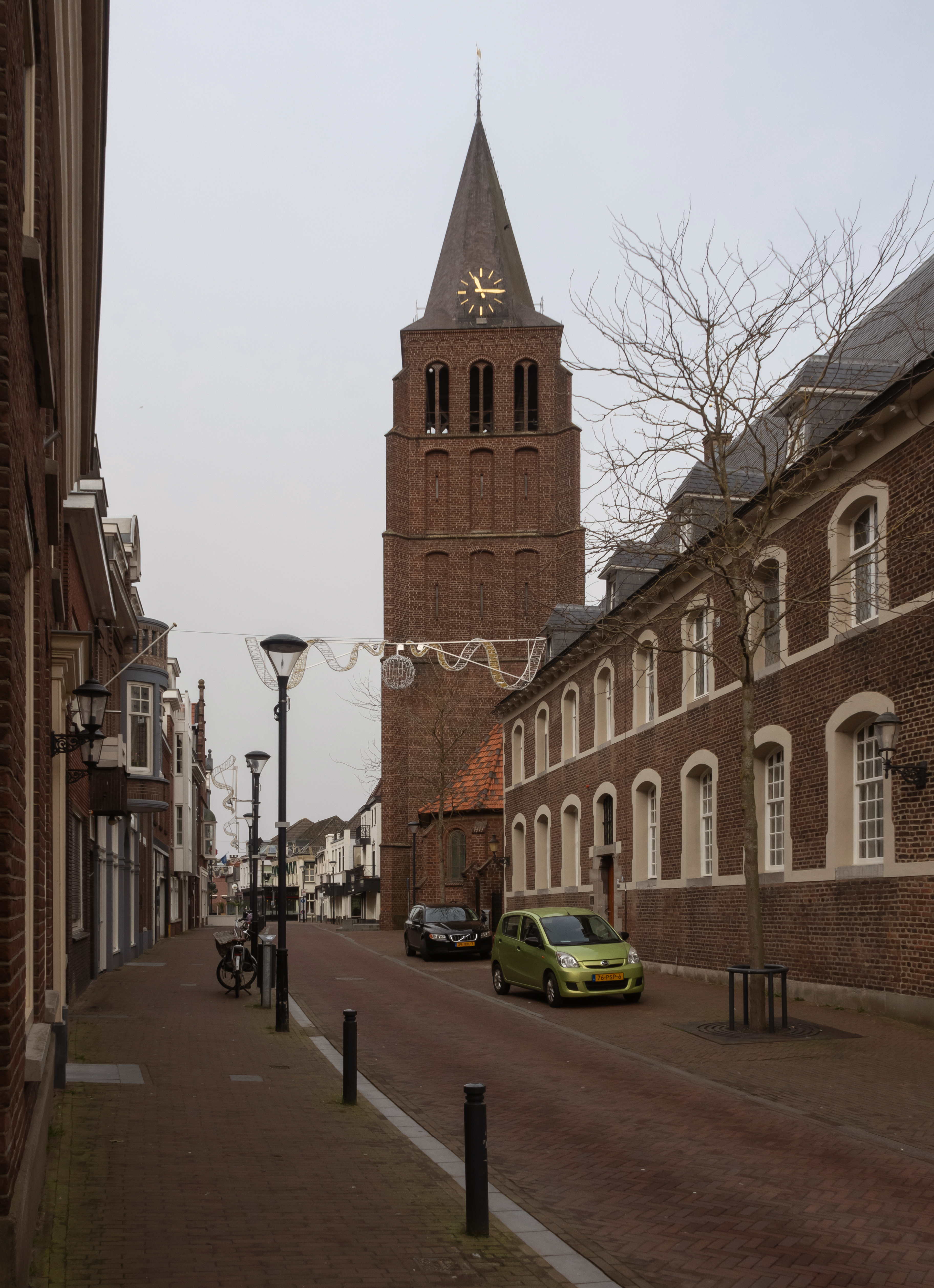
Boxmeer, Basilica: die Sint-Petrusbasiliek
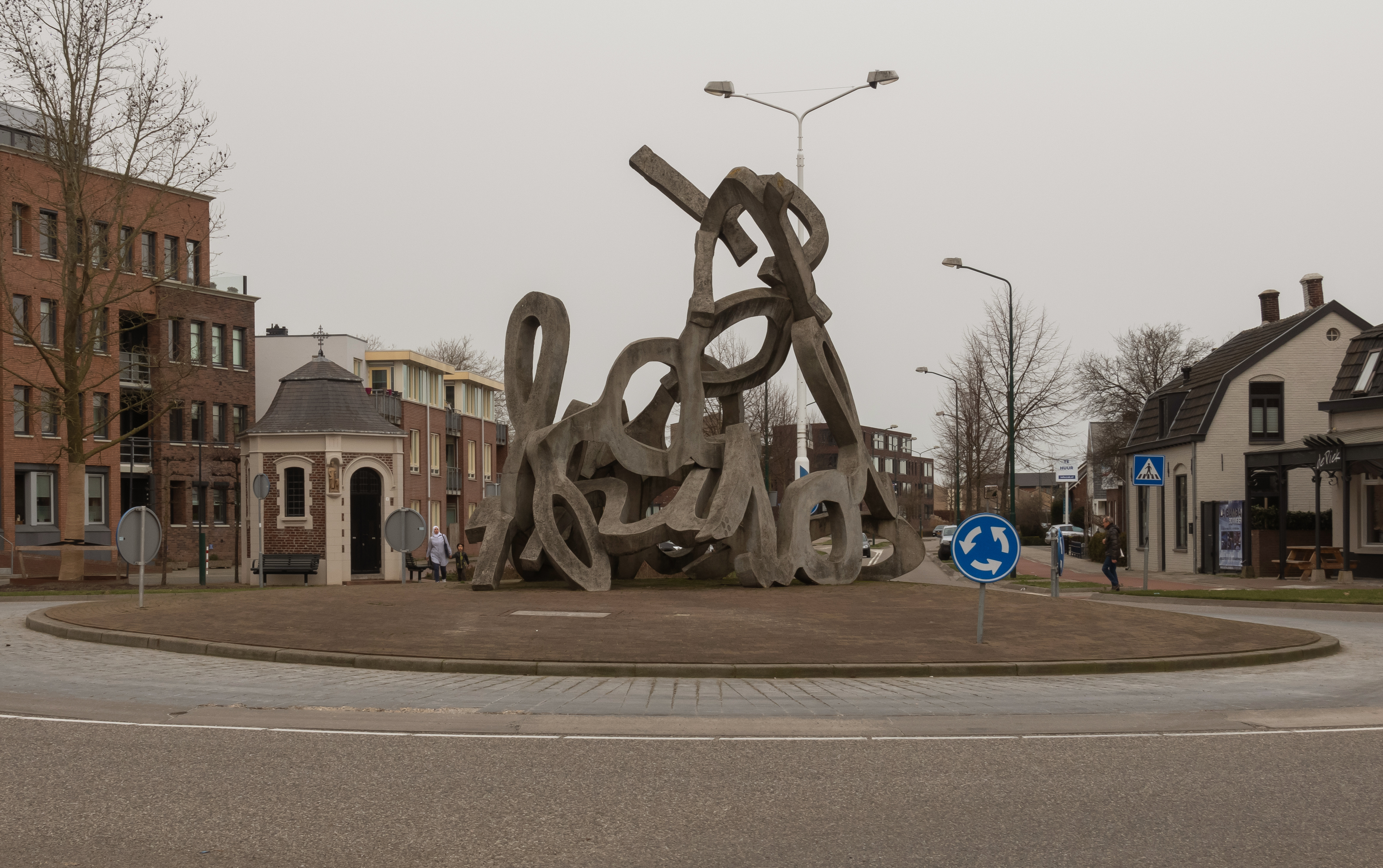
Boxmeer, Skulptur am Kreisverkehr Spoorstraat-Steenstraat mit der Kapelle (Sint-Rochuskapel) im Hintergrund
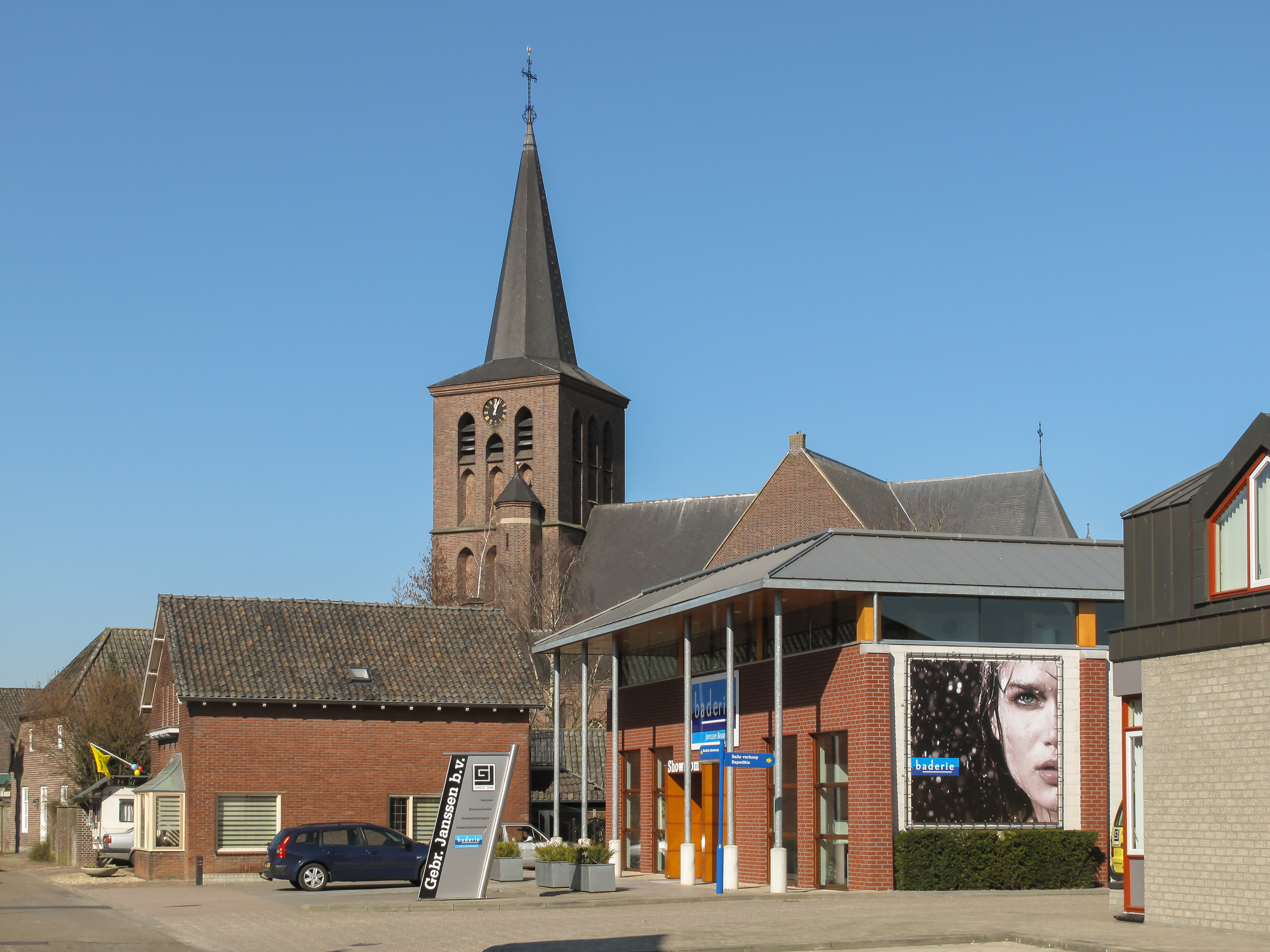
Beugen, Kirche (Heilige Maria ten Hemel-opneming kerk) in der Straße
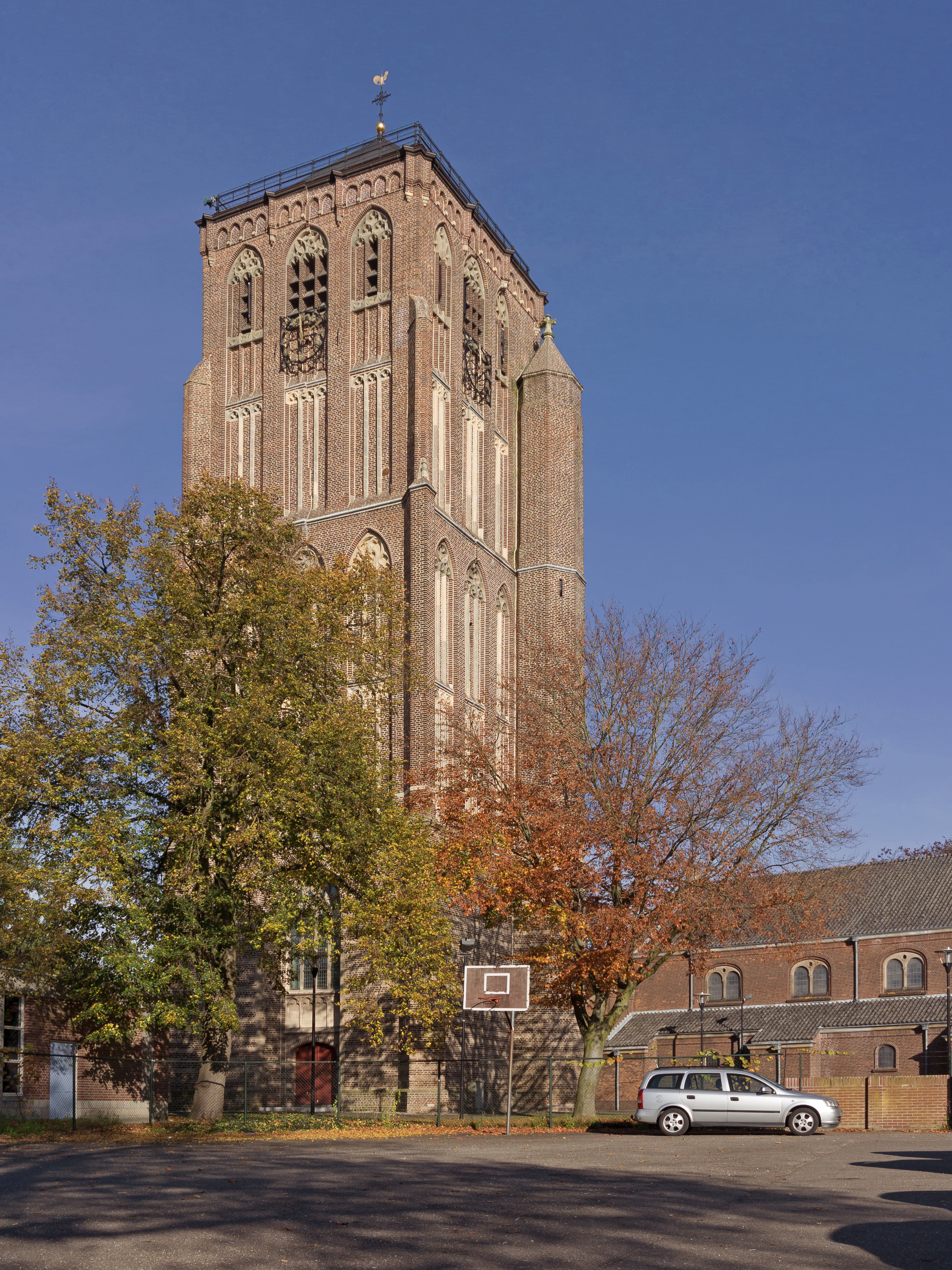
Sambeek, Kirchturm (die Sint Jan de Doperkerk)
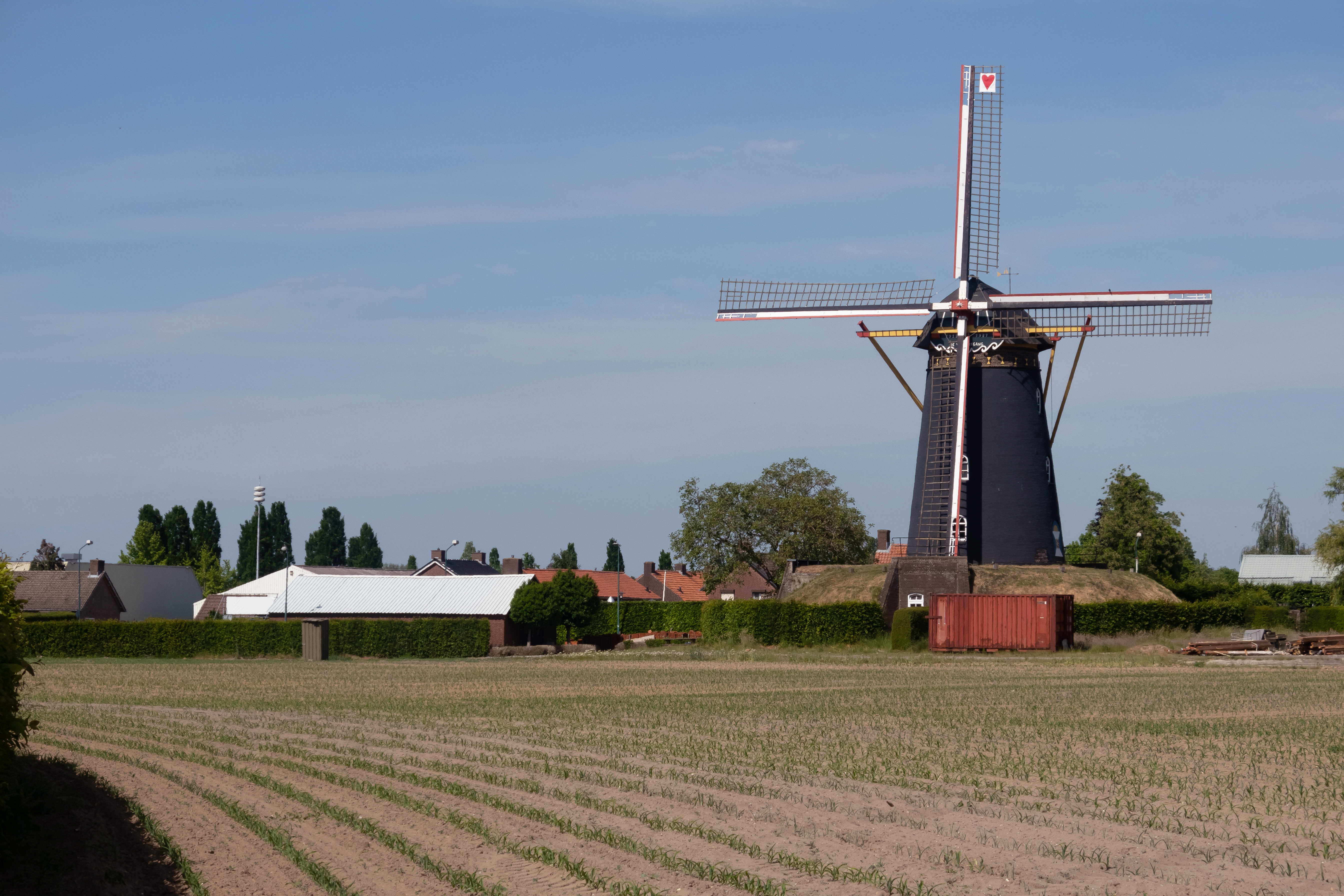
Oeffelt, Mühle: molen de Vooruitgang
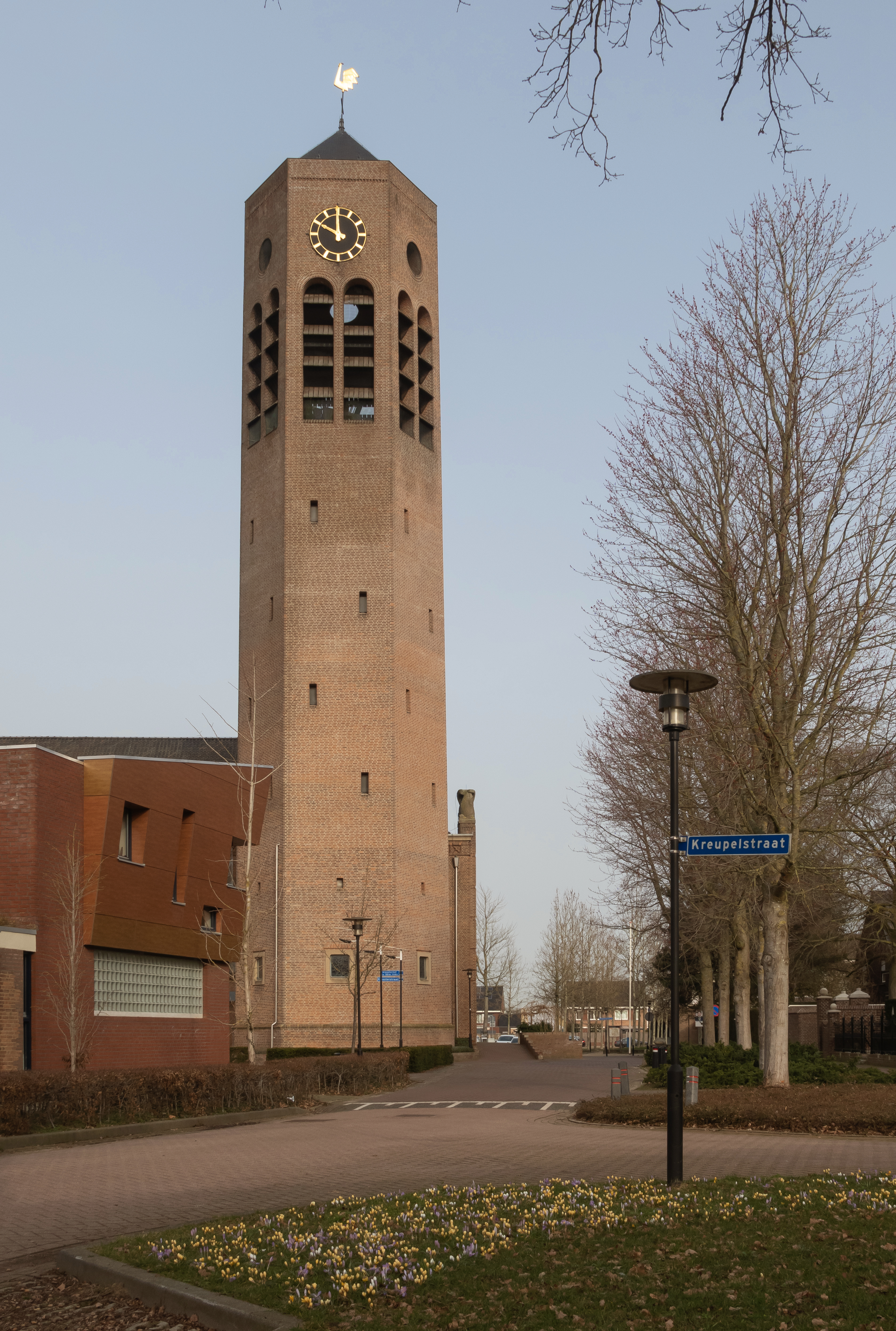
Vierlingsbeek, Kirche: die Sint-Laurentiuskerk

## Lage und Wirtschaft
Boxmeer liegt nahe dem Autobahndreieck der A73 und der A77 (der deutschen A57) zwischen Nijmegen (Nimwegen) ca. 20 km nördlich und dem 34 km südöstlich gelegenen Venlo. An der einspurigen Bahnstrecke zwischen beiden Städten hat Boxmeer einen Bahnhof und Vierlingsbeek eine Haltestelle. Die Stadt Goch liegt 16 km östlich.
Der Hauptort Boxmeer hat Fabriken, unter anderem für Tiermedikamente und Impfstoffe von MSD Sharp & Dohme. Diese sind auf dem Industriegebiet Saxe-Gotha beheimatet. Dazu gibt es viel Kleingewerbe, sowie Transportunternehmen (LKW von und nach Deutschland).
Overloon ist ein touristisches Zentrum. Landwirtschaft und Gartenbau sind bedeutende Einnahmequellen (Schweinezucht, Ackerbau, Baumschulen, Blumenzucht).

## Geschichte
Bereits in der Römerzeit gab es hier, am westlichen Ufer der Mosa (Maas) zahlreiche kleine  Handels- und Bauernsiedlungen.
Im Mittelalter war das Gebiet der heutigen Gemeinde Boxmeer ein Zankapfel im Grenzgebiet zwischen den Herzogtümern Brabant und Geldern.  Der Herr (damals noch Graf) von Geldern verlieh einem gewissen Jan Boc van Mere im 13. Jahrhundert Herrschaftsrechte an diesem Gebiet; der Name Boc's Meer wurde zu Boxmeer.
Als Noord-Brabant 1648 Teil der Republik der Vereinigten Niederlande wurde, blieb Boxmeer außerhalb des neuen Staates. Das hatte zur Folge, dass Boxmeer nicht wie die westlichen Nachbargemeinden gezwungen wurde, zum Protestantismus überzutreten. Katholiken aus ganz Noord-Brabant zogen an Sonn- und Feiertagen nach Boxmeer, um dort die Messe zu hören. Dazu kam, dass sich am Anfang des 15. Jahrhunderts in Boxmeer ein Wunder mit dem heiligen Blut ereignet haben soll. Dadurch wurde es zum Wallfahrtsort.
In der Französischen Zeit (1795–1815) wurde Boxmeer der Provinz Noord-Brabant einverleibt. Das Gebiet ist durch das ausgedehnte, damals unzugängliche Moorgebiet De Peel vom westlichen Nachbarland getrennt. Da auch die Eisenbahn Nijmegen – Venlo gebaut wurde, orientierte sich Boxmeer nach Nimwegen um. Im 19. Jahrhundert und den ersten Jahrzehnten des 20. Jahrhunderts wurde De Peel teilweise urbar gemacht und die Gewinnung von Torf brachte etwas mehr Arbeitsgelegenheit.
Der Zweite Weltkrieg hatte  für die Gemeinde Boxmeer katastrophale Folgen. Im Oktober 1944 gab es hier eine große Panzerschlacht im Rahmen der Operation Market Garden. Die Alliierten gewannen diese „Schlacht bei Overloon“ schließlich nach blutigen Kämpfen: der letzte Brückenkopf westlich der Maas war von Nazi-Deutschland zurückerobert worden. Aber Overloon, Boxmeer und andere Orte in diesem Gebiet mussten nach dem Ende des Krieges völlig oder zu einem großen Teil wiederaufgebaut werden. In Overloon wurde 1946 das Kriegs- und Widerstandsmuseum (Nationaal Oorlogs- en verzetsmuseum) eingerichtet.

## Sehenswürdigkeiten und Ereignisse
- Das Kriegs- und Widerstandsmuseum (Nationaal Oorlogs- en verzetsmuseum) in Overloon
- Der neue Zoo in Overloon
- In Sambeek steht der älteste Lindenbaum der Niederlande, der vielleicht 1000 Jahre alt ist
- In Vortum-Mullem findet jedes Jahr am Rosenmontag ein Karnevalsbrauch statt, der zum Teil auf vorchristliche Fruchtbarkeitsriten zurückgeht: das „Mettwurstrennen“, ein traditionelles Pferderennen
- Die 1952 wieder aufgebaute St.-Petrus-Basilika in Boxmeer ist am 2. Sonntag nach Pfingsten immer noch der Mittelpunkt einer Heilig-Blut-Prozession, 'de Vaart' genannt.
- Einen Tag nach Ende der Tour de France treffen sich die niederländischen Radprofis, zusammen mit einigen ausländischen Stars, zum Straßenkriterium von Boxmeer
- In der Gemeinde stehen noch einige malerisch gelegene Kapellen aus dem späten Mittelalter, unter anderem in Groeningen und Holthees
- In der Region gibt es die sogenannten „Maasheggen“: eine an besonderen Vögeln und Pflanzen sehr reiche  Art Landwehr aus undurchdringlichem Gestrüpp
- Am Maasufer liegen einige kleine Jachthäfen und Campingplätze
- Die Gemeinde ist reich an kleinen Wald- und anderen Naturgebieten

## Politik
Den Wahlsieg aus dem Jahre 2014 konnte die CDA bei der Kommunalwahl 2018 mit einem prozentualen Anteil von 27 % verteidigen. Sie bilden mit der Lokale Onafhankelijke Fractie und der Vijf Dorpen Belang/Lijst Overloon die Koalition der Legislaturperiode 2018–2022.

### Gemeinderat
Der Gemeinderat wird seit 1982 folgendermaßen gebildet:
| Partei                                | Sitze | Sitze | Sitze | Sitze  | Sitze  | Sitze | Sitze | Sitze | Sitze | Sitze |
| Partei                                | 1982  | 1986  | 1990  | 1993 a | 1997 b | 2002  | 2006  | 2010  | 2014  | 2018  |
| ------------------------------------- | ----- | ----- | ----- | ------ | ------ | ----- | ----- | ----- | ----- | ----- |
| CDA                                   | 5     | 5     | 5     | 5      | 3      | 3     | 4     | 6     | 5     | 6     |
| SP                                    | –     | 0     | 0     | 2      | 3      | 4     | 6     | 4     | 5     | 5     |
| Lokale Onafhankelijke Fractie c       | –     | –     | –     | –      | –      | –     | –     | –     | 4     | 4     |
| Vijf Dorpen Belang                    | –     | –     | –     | –      | 1      | 2     | 2     | 3     | 3     | 3     |
| Lijst Overloon                        | –     | –     | –     | –      | 2      | 2     | 2     | 3     | 3     | 3     |
| Progressieve Kombinatie               | –     | –     | –     | –      | 1      | 1     | 1     | 2     | 3     | 2     |
| VVD                                   | 1     | 1     | 1     | 1      | 1      | 2     | 1     | 2     | 1     | 1     |
| Politiek Overloon                     | –     | –     | –     | –      | –      | –     | –     | –     | 0     | –     |
| Nieuw Boxmeer                         | –     | –     | –     | –      | –      | –     | –     | –     | 0     | –     |
| Dorpslijst Oeffelt                    | –     | –     | –     | 1      | 2      | 2     | 2     | 2     | –     | –     |
| Politiek Beugen d                     | 4     | 3     | 2     | 2      | 2      | 1     | 1     | 1     | –     | –     |
| Belangengroep Rijkevoort              | –     | –     | –     | 1      | 1      | 1     | 1     | 1     | –     | –     |
| BurgerBelangen ’86 e f                | –     | –     | –     | –      | –      | –     | 1     | –     | –     | –     |
| Maaskant Fraktie                      | –     | –     | –     | –      | 2      | 0     | 0     | –     | –     | –     |
| Sociaal Liberaal Zakelijk Boxmeer     | –     | –     | –     | –      | –      | 1     | 0     | –     | –     | –     |
| Boxmeers Belang ’86                   | –     | 2     | 2     | 2      | 2      | 2     | –     | –     | –     | –     |
| Politiek Sambeek Vortum Mullem        | –     | –     | –     | –      | 1      | 0     | –     | –     | –     | –     |
| PvdA                                  | 3     | 4     | 4     | 2      | –      | –     | –     | –     | –     | –     |
| Sambeeks Belang ’86                   | –     | 0     | 1     | 1      | –      | –     | –     | –     | –     | –     |
| Partij voor Socialisme en Ontwapening | –     | 0     | –     | –      | –      | –     | –     | –     | –     | –     |
| Lijst Sambeek g                       | 1     | –     | –     | –      | –      | –     | –     | –     | –     | –     |
| D66                                   | 1     | –     | –     | –      | –      | –     | –     | –     | –     | –     |
| Gesamt                                | 15    | 15    | 15    | 17     | 21     | 21    | 21    | 21    | 21    | 21    |

Anmerkungen

### Kollegium von Bürgermeister und Beigeordneten
Die CDA wird durch zwei Beigeordnete im College van burgemeester en wethouders repräsentiert, die Koalitionsparteien Lokale Onafhankelijke Fractie und der Vijf Dorpen Belang/Lijst Overloon stellen hingegen jeweils einen Beigeordneten bereit. Folgende Personen gehören zum Kollegium und sind in folgenden Bereichen zuständig:
| Funktion         | Name                     | Partei                            | Ressort | Anmerkung                                  |
| ---------------- | ------------------------ | --------------------------------- | --- | ------------------------------------------ |
| Bürgermeister    | Karel van Soest          | VVD                               | öffentlich Ordnung und Sicherheit, Kommunikation, Organisation und Personal, Euregio, Gemeindepartnerschaft Boxmeer-Sigmaringen, kommunale und regionale Zusammenarbeit, Bezirks- und Dorfräte | seit dem 1. September 2003 im Amt          |
| Beigeordnete     | Peter Stevens            | CDA                               | Raumplanung, Wirtschaft, Vollstreckung, Genehmigungen, Wohnungswesen, Boden- und Pachtangelegenheiten, Grundbetrieb                                                                            | erster Stellvertreter des Bürgermeisters   |
| Beigeordnete     | Willy Hendriks-van Haren | Lokale Onafhankelijke Fractie     | Lebensqualität, Sozialwesen, Sport, Kunst und Kultur, Bildung, Jugend, Senioren, Gesundheitswesen, Veranstaltungen (Märkte und Kirmessen)                                                      | zweite Stellvertreterin des Bürgermeisters |
| Beigeordnete     | Jeu Verstraaten          | Vijf Dorpen Belang/Lijst Overloon | Finanzen, Transport und Verkehr, Erholung und Tourismus, Facilitymanagement, Verwaltung öffentlichen Raumes, Landschaft und Natur, Abfälle und Umwelt, Informationstechnik                     | dritter Stellvertreter des Bürgermeisters  |
| Beigeordnete     | Bouke de Bruin-van Vught | CDA                               | Nachhaltigkeit, Innovation, verwaltungstechnische Erneuerung, Klimaanpassung und Energiewende                                                                                                  | vierte Stellvertreterin des Bürgermeisters |
| Gemeindesekretär | vakant                   | —                                 | — | –                                          |

### Gemeindepartnerschaft
Seit 2001 besteht eine Gemeindepartnerschaft mit Sigmaringen (Deutschland). Die Verbindung geht zurück auf eine 1666 geschlossene Ehe zwischen Maria Clara van de Berg aus Boxmeer und Maximilian von Hohenzollern-Sigmaringen.

## Persönlichkeiten
- Maria Clara von Berg-s’-Heerenberg (* 1635 in Boxmeer; † 1715 in Sigmaringen), Fürstin und Regentin von Hohenzollern-Sigmaringen
- Kitty de Wijze (* 1920 in Boxmeer; † KZ Auschwitz III Monowitz), jüdische Einwohnerin Nijmegens und Opfer des Holocausts in den Niederlanden
- Emile Roemer (* 1962 in Boxmeer), Lehrer und Politiker
- Sander de Wijn (* 1990), Hockeyspieler
- Kika van Es (* 1991 in Boxmeer), Fußball-Nationalspielerin
- Tijn Daverveld (* 2000 in Boxmeer), Fußballspieler
- Philip Heijnen (* 2000 in Oeffelt), Radrennfahrer